# Mannophryne larandina
Mannophryne larandina – gatunek płaza bezogonowego z rodziny Aromobatidae. Endemit Wenezueli.

## Taksonomia
Według niektórych autorów takson ten jest prawdopodobnie synonimem Mannophryne yustizi.

## Występowanie
Płaz ten znany jest tylko z miejsca typowego – „Hato Arriba, Distrito Morán, Sierra de Barbarcoas” – położonego na wysokości 1800 m n.p.m. w stanie Lara w północno-zachodniej Wenezueli oraz z kilku stanowisk położonych w jego pobliżu.
Zamieszkuje tropikalne wilgotne lasy górskie.

## Rozmnażanie
Prawdopodobnie, jak u innych gatunków z tego rodzaju, jaja składane są na lądzie i pilnowane przez samca, a wyklute kijanki podróżują do środowiska wodnego na grzbiecie samca.

## Status
W Czerwonej księdze gatunków zagrożonych IUCN płaz ten od 2004 roku klasyfikowany jest jako gatunek niedostatecznie rozpoznany (DD, ang. Data Deficient).
Brak jest informacji na temat liczebności populacji i jej trendu. W 2002 roku odnaleziono wiele osobników w lokalizacji typowej i innych miejscach.